# Joseph Hutchinson (Politiker)
Joseph Hutchinson (* 1852 in Borris-in-Ossory, County Laois; † 17. Oktober 1928 in Drumcondra) war ein irischer Politiker.
Hutchinson kam im Alter von 15 Jahren nach Dublin. Im September 1877 gründete er zusammen mit acht anderen Männern die Irish National Foresters Benevolent Association, die sich später in der englischsprachigen Welt einen Namen machte. 1881 wurde er Treuhänder der Gesellschaft und 1884 dann Schatzmeister. Zwei Jahre später wurde Hutchinson Generalsekretär der Irish National Foresters Benevolent Association.
Seine politische Karriere begann im Jahr 1890, als er in den Stadtrat von Dublin (Dublin Corporation) gewählt wurde. Hutchinson gehörte ihm für 23 Jahre an. In dieser Zeit wurde er 1896 High Sheriff of Dublin und bekleidete von Februar 1904 bis Februar 1906 das Amt des Oberbürgermeisters der Stadt (Lord Mayor of Dublin).
Hutchinson starb am 17. Oktober 1928 in seinem Wohnsitz Ivy Cottage in Drumcondra. Seine Frau war am Tag zuvor verstorben.